# Franz Joseph Zierer

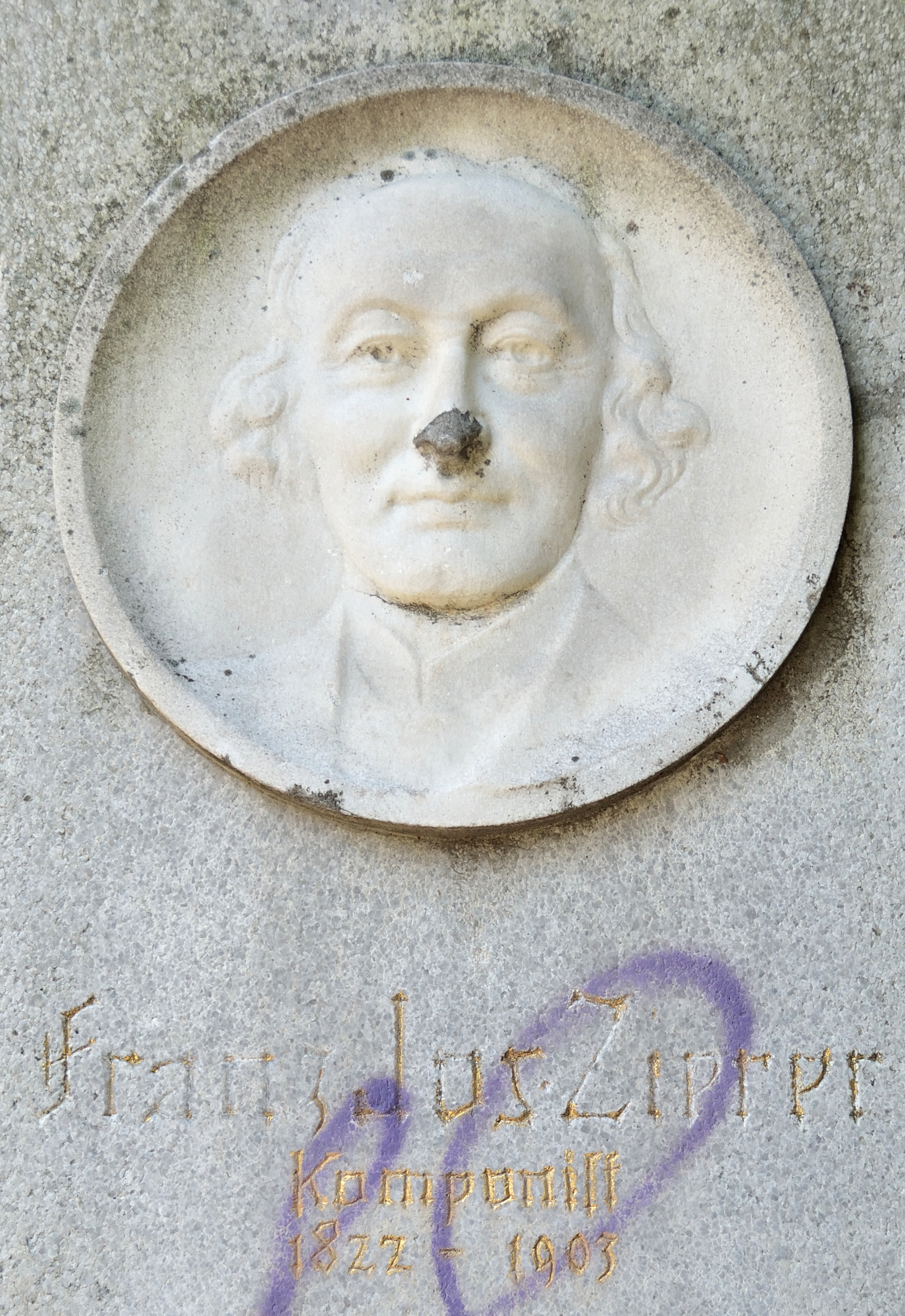
Porträtmedaillon von Franz Joseph Zierer, Meidlinger Künstler-Gedenkstein von Fritz Hänlein, 1926

Franz Joseph Zierer (* 27. Oktober 1822 in Alservorstadt; † 30. Mai 1903 in Trattenbach) war ein österreichischer Lehrer, Organist, Kirchenmusiker und Komponist.

## Leben
Zierer wuchs in Altmannsdorf auf. Ersten Violin- und Violaunterricht erhielt er dort vom Oberlehrer Joseph Schmidt. Seine Lehrer für Gesang, Klavier und Orgel waren Adam Aigner und Zierers Onkel Johann Knoll in Hetzendorf. Mit 12 Jahren begann Zierer das Komponieren. Eine Messe, Tantum ergo und Messe-Einlagen wurden  in der Pfarrkirche St. Oswald in Altmannsdorf aufgeführt. Von 1836 bis 1841 besuchte er die Normalschule zu St. Anna im Wiener 1. Bezirk. Er studierte Orgel und Kontrapunkt bei F. Volkert und Ambros Rieder sowie bei Joseph Drechsler und Simon Sechter.
1841 wurde Zierer Schulgehilfe, Organist und Regens Chori an der K. k. Schlosskapelle in Hetzendorf. Dazu gab er  Privatmusikstunden, und Erzherzogin Maria Anna, Tochter Kaiser Franz II., förderte ihn. Zierers Werke wurden in Hetzendorf, Altmannsdorf, Inzersdorf, Laxenburg, Himberg, Meidling, Hietzing, Lainz und Atzgersdorf sowie in den Wiener Kirchen aufgeführt. 1853 wurde Zierer Aushilfsjunge in der Hofkapelle. Er war mit Franz Krenn und Johann von Herbeck bekannt. 1877 traf er mit Franz Liszt zusammen. Richard Wagner empfahl Zierers Kirchenmusik dem bayerischen Königshof. Sehr bekannt wurde Zierers Messe Nr. 12 in B-Dur (1857), die 1871 Papst Pius IX. anlässlich seines 25. Papstjubiläums gewidmet wurde (Fugenmesse oder Piusmesse). Die  Messe Nr. 19 in F-Dur schuf Zierer für das Silberne Regierungsjubiläum Kaiser Franz Joseph I. 1873 (Kaiser-Festmesse).
1879 wurde Zierer zweiter Hofkapellendiener der Hofburgkapelle. 1894 wurde er pensioniert. Seine letzte Komposition (beendet am 16. April 1903) war der  Trauergesang für vier- oder sechsstimmigen Männerchor Wie die Glocken düster dröhnen.
Zierer wurde auf dem Wiener Zentralfriedhof begraben. In Meidling ist ihm ein Künstlergedenkstein gewidmet. Seine Tochter Karoline war Klavierlehrerin. Mit Carl Michael Ziehrer war er weitläufig verwandt.